# Monte Marenzo
Monte Marenzo (lombardul: San Paol, bergamói nyelvjárásban: Mùt Marens) település Olaszországban, Lombardia régióban, Lecco megyében. Lakosainak száma 1834 fő (2023. január 1.). Monte Marenzo Brivio, Cisano Bergamasco, Torre de’ Busi és Calolziocorte községekkel határos.

## Népesség
A település lakossága az elmúlt években az alábbi módon változott:
| Lakosok száma | 1923 | 1896 | 1834 |
|               | 2017 | 2018 | 2023 |